# Guido Zernatto

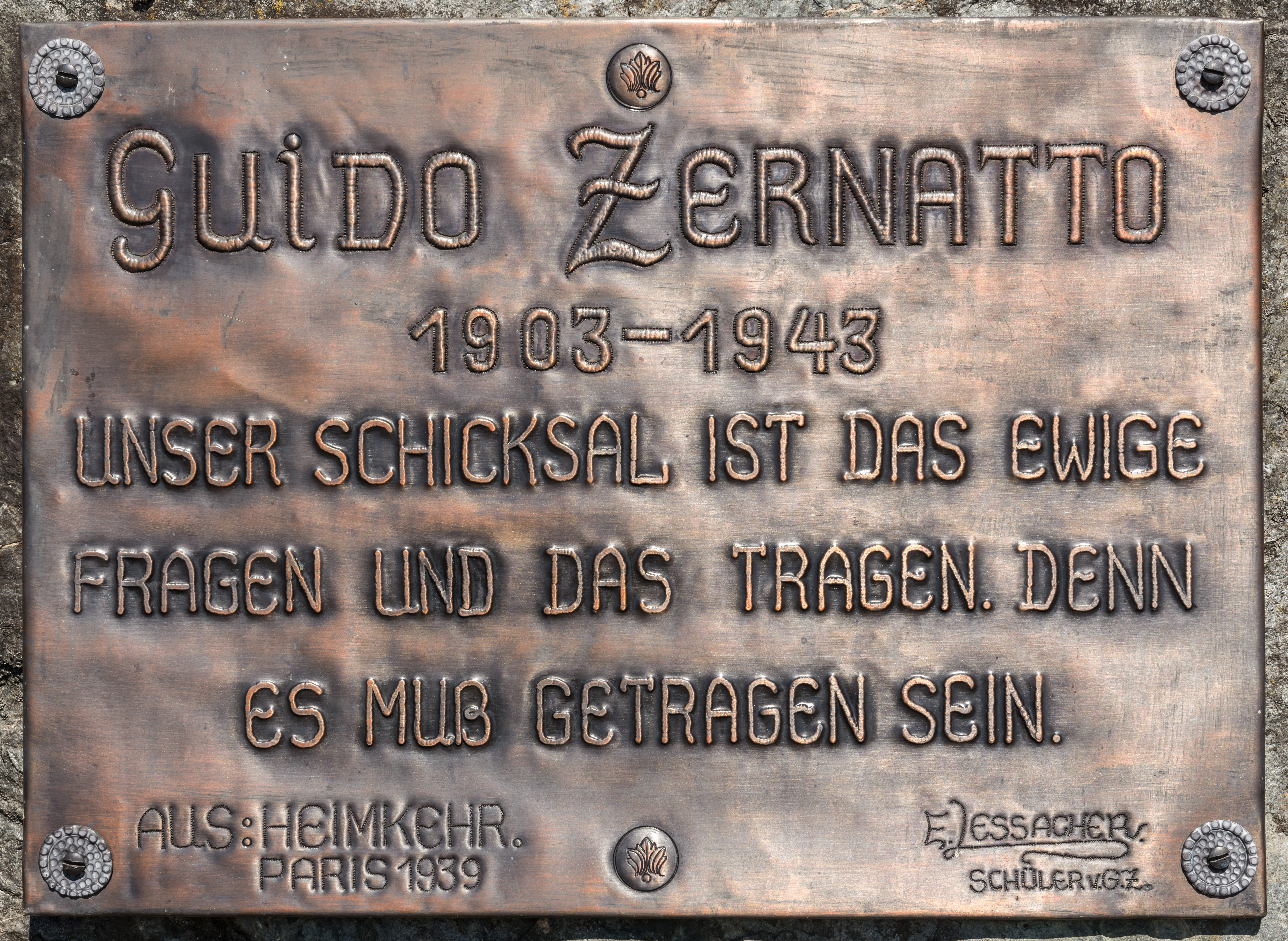
Gedenktafel, Dichtersteine in Zammelsberg, Weitensfeld

Guido Zernatto (* 21. Juli 1903 in Treffen, Österreich-Ungarn; † 8. Februar 1943 in New York City, USA) war ein österreichischer Schriftsteller und Politiker.

## Leben
Guido Zernatto, Sohn des Landwirtes und Kaufmannes Johann Zernatto und dessen Ehefrau Aloisia, besuchte das Benediktinergymnasium in Sankt Paul im Lavanttal. Nach der Beteiligung am Kärntner Abwehrkampf 1918/19 war er als Wanderlehrer tätig. Ab 1926 studierte er mehrere Semester Rechtswissenschaften an der Universität Wien und arbeitete nebenbei als Journalist. 1928 trat er dem Steirischen Heimatschutz bei und wurde im Jahr 1929 Sekretär der Bundesführung der Heimwehren, dann von 1930 bis 1931 des Heimatblockes. Am 31. Oktober 1931 heiratete Zernatto im Innsbrucker Dom die aus Böhmen stammende Riccarda Weidenhaus (* 8. Februar 1907 in Prag; † 26. Mai 2002 in New York City).
Im Jahr 1934 wurde Guido Zernatto zum Mitglied des Bundeskulturrates ernannt, dem folgte ab Mai 1934 die Position des Staatssekretärs im Bundeskanzleramt unter Kurt Schuschnigg und ab Mai 1936 war er Generalsekretär der Vaterländischen Front.

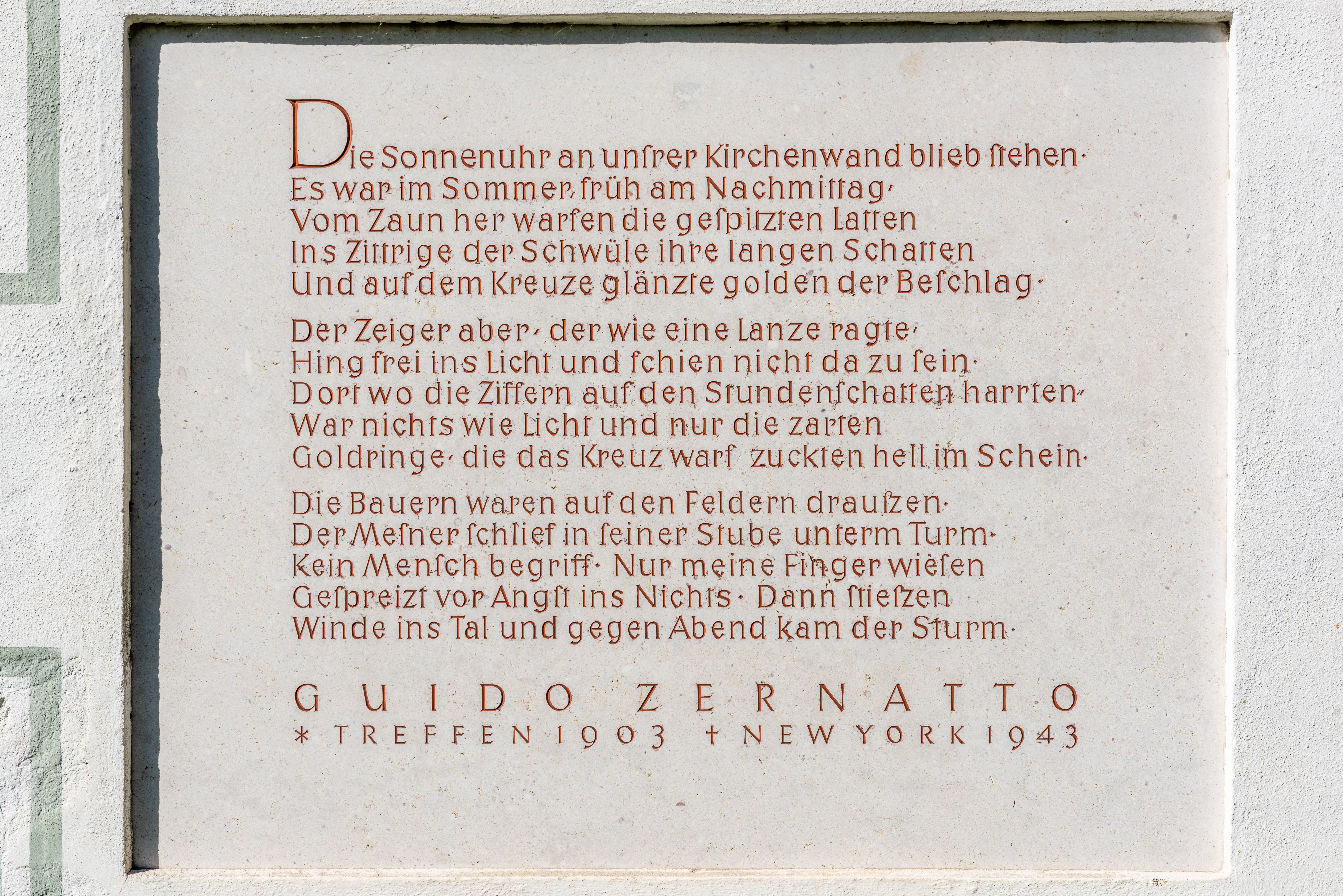
Gedicht an der Pfarrkirche hl. Maximilian, Treffen am Ossiacher See

In den Jahren 1936 bis 1938 führte Zernatto Verhandlungen mit den Nationalsozialisten. Ab dem Februar 1938 war er parteiloser Bundesminister. Nach dem „Anschluss“ Österreichs musste Zernatto mit seiner Frau mit falschen Pässen ausgestattet nach Ungarn fliehen, von wo er nach Frankreich gelangte. Im Jahr 1940 kam er in die USA, wo er ab 1941 eine Assistenzprofessur für Politikwissenschaft an der Fordham University innehatte. Zernatto litt besonders unter seinem Emigrantenschicksal, sein früher Tod hatte nicht zuletzt seelische Ursachen. Er starb – noch keine 40 Jahre alt – an einem Herzinfarkt.
Guido Zernatto war weiters Autor verschiedener Werke der Lyrik, eines Romans sowie einer Reihe von Prosaschriften politischen Inhalts. Sein Großneffe Christof Zernatto wurde 1991 Landeshauptmann von Kärnten.

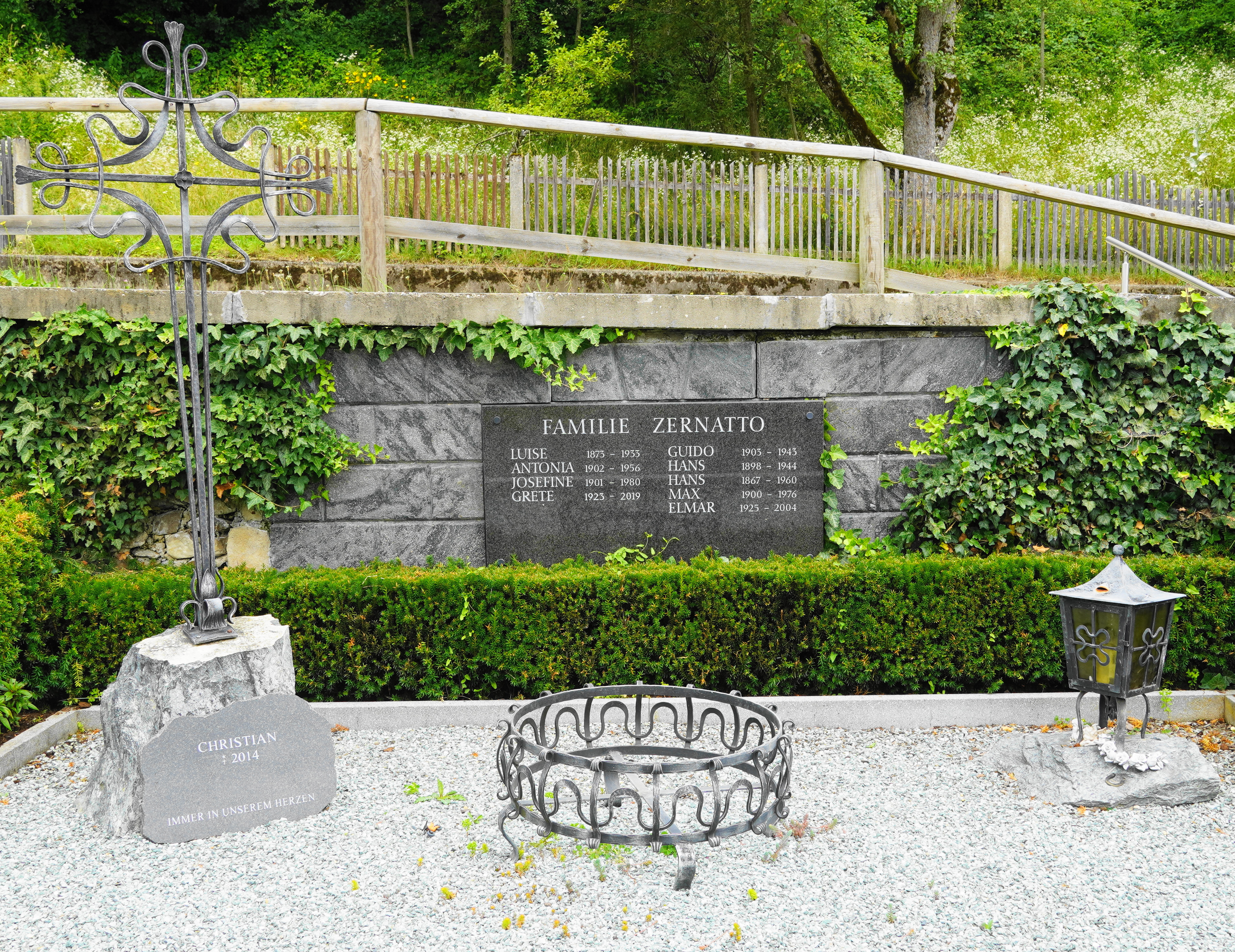
Familiengrab in Treffen

## Veröffentlichungen
- Gelobt sei alle Kreatur. Gedichte. (= Die junge Reihe). Jess, Dresden 1930
- Die Sonnenuhr. Gedichte. Staackmann, Leipzig 1933
- Ich bin ein Österreicher! (Anhang zu allen österr. Lesebüchern der 8. Schulstufe). Österr. Bundesverlag, Wien 1935
- Sinnlose Stadt. Roman eines einfachen Menschen. Staackmann Leipzig 1934
- Die Wahrheit über Österreich. Longmans, Green, New York u. a. 1938
- Le Dossier de l’Europe centrale. (Der Dossier des Todes.) Xerographie, Paris 1939
- Die Zukunft der Nationen. Manuskript, New York o. J. (ca. 1943)
- Gedichte. Gesamt-Ausgabe, Leon, Klagenfurt, Wien 1950
- „... kündet laut die Zeit.“ Werke, hrsg. v. Hans Brunmayr. (= Das österr. Wort. Stiasny-Bücherei. 98) Graz & Wien 1961
- Die Sonnenuhr. Gesamtausgabe der Gedichte, hrsg. v. Hans Brunmayr, Otto Müller, Salzburg 1961
- Milde Ampel, kühler Stern. Gedichte, hrsg. v. Eugen Thurnher, Stifterbibliothek im Verlag Anton Pustet, Salzburg 1983
- Dieser Wind der fremden Kontinente. Gedichte, hrsg. v. Hans Brunmayr. Pustet, Salzburg 1988
- Vom Wesen der Nation. Fragen und Antworten zum Nationalitätenproblem. Hrsg. v. Wolf In der Maur. Holzhausen, Wien 1966 (Erstveröffentlichung des in deutscher Sprache geschriebenen Manuskriptes The problems of nationalism –  Das Nationalitätenproblem)